# Кёлен, Изабель ван
Изабель ван Кёлен (нидерл. Isabelle van Keulen; род. 16 декабря 1966, Мейдрехт, Утрехт) — нидерландская скрипачка и альтистка.

## Биография
Училась в амстердамской консерватории Свелинка у Давины ван Вели и в Зальцбургском Моцартеуме у Шандора Вега. В 1984 году стала победительницей конкурса молодых музыкантов «Евровидение» в Женеве. В 1997—2006 гг. была художественным руководителем фестиваля камерной музыки в Делфте. С 2009 г. совместно с Терье Тённесеном руководит Норвежским камерным оркестром.

## Концертная деятельность
Концертировала с крупнейшими оркестрами Европы и США под руководством Н. Марринера, Р. Норрингтона, О. Вянскя, В. Гергиева и других крупнейших дирижёров. Она выступала с Лейфом Ове Андснесом, Хоканом Харденбергером, Томасом Адесом, Гидоном Кремером.

## Репертуар
В основном исполняет современную музыку (Шостакович, Мессиан, Мартину, Лютославский, Петтерссон, Шнитке, Губайдулина, Тююр), но записывала также произведения Гайдна, Моцарта, Грига, Сибелиуса.